# Bundesdisziplinargericht
Das Bundesdisziplinargericht (BDiG) mit Sitz in Frankfurt am Main war von 1967 bis zum 31. Dezember 2003 ein deutsches Bundesgericht und selbständige Dienststelle der Verwaltungsgerichtsbarkeit nach Art. 96 Abs. 4 Grundgesetz und Disziplinargericht erster Instanz in gerichtlichen Disziplinarverfahren von Bundesbeamten.
Demgegenüber war für Disziplinarrechtsstreitigkeiten der Landesbeamten der Rechtsweg zu den Verwaltungsgerichten eröffnet. Urteile des Bundesdisziplinargerichts konnten nach näherer Maßgabe der §§ 80ff. Bundesdisziplinarordnung, die vom heutigen Bundesdisziplinargesetz abgelöst wurde, mit dem Rechtsmittel der Berufung zum Bundesverwaltungsgericht angefochten werden.
Die Richter am Bundesdisziplinargericht wurden nach den Besoldungsgruppen R 1 (Richter am Bundesdisziplinargericht) bzw. R 2 (Vorsitzender Richter am Bundesdisziplinargericht) besoldet.

## Geschichte
Gegründet wurde das Bundesdisziplinargericht durch das „Gesetz zur Neuordnung des Bundesdisziplinarrechts“ vom 20. Juli 1967 (BGBl. I S. 725). Im Zuge der Reform des Disziplinarrechts im Jahr 2002 wurde ein einheitlicher Rechtsweg für die Disziplinarrechtsstreitigkeiten der Bundes- und Landesbeamten zu den Verwaltungsgerichten eingeführt. Diese Reform sah zugleich die Abschaffung des Bundesdisziplinargerichts vor, welches seine Arbeit mit Ablauf des 31. Dezember 2003 einstellte. Lediglich für die Disziplinarsachen der Soldaten gibt es heute noch eigene Disziplinargerichte des Bundes, die Truppendienstgerichte.

## Kammern
Nur die Kammer I tagte regelmäßig am Sitz des Gerichtes in Frankfurt am Main. Die übrigen elf Kammern waren auswärtige Kammern und hatten am Ort ihren regelmäßigen Sitzungen Nebengeschäftsstellen. Diese waren Bundesbehörden angegliedert, die angewiesen wurden, die erforderlichen Bürokräfte, die Räume und die Mittel für den sonstigen sächlichen Bedarf zur Verfügung zu stellen.
| Bezeichnung | Örtliche Zuständigkeit                                                               | Sitz der Nebengeschäftsstelle | Straße                | bei                            |
| ----------- | ------------------------------------------------------------------------------------ | ----------------------------- | --------------------- | ------------------------------ |
| Kammer I    | Hessen                                                                               | Frankfurt am Main             | Adickesallee 40       | –                              |
| Kammer II   | Baden-Württemberg, Regierungsbezirke Nord- und Südbaden                              | Karlsruhe                     | Ettlinger-Tor-Platz 2 | Oberpostdirektion Karlsruhe    |
| Kammer III  | Baden-Württemberg, Regierungsbezirke Nordwürttemberg und Südwürttemberg-Hohenzollern | Stuttgart                     | Heilbronner Straße 7  | Bundesbahndirektion Stuttgart  |
| Kammer IV   | Bayern, Regierungsbezirke Ober- und Niederbayern, Oberpfalz, Schwaben, Kreis Lindau  | München                       | Prielmayerstraße 1    | Bundesbahndirektion München    |
| Kammer V    | Bayern, Regierungsbezirke Ober-, Mittel- und Unterfranken                            | Nürnberg                      | Sandstraße 38–40      | Bundesbahndirektion Nürnberg   |
| Kammer VI   | Berlin                                                                               | Berlin-Charlottenburg         | Hardenbergstraße 31   | Bundesverwaltungsgericht       |
| Kammer VII  | Hamburg                                                                              | Hamburg, Schleswig-Holstein   | Museumstraße 39       | Bundesbahndirektion Hamburg    |
| Kammer VIII | Niedersachsen, Bremen                                                                | Hannover                      | Zeppelinstraße 24     | Oberpostdirektion Hannover     |
| Kammer IX   | Nordrhein-Westfalen, Regierungsbezirke Arnsberg, Detmold, Münster                    | Dortmund                      | Hiltropwall 10        | Oberpostdirektion Dortmund     |
| Kammer X    | Nordrhein-Westfalen, Regierungsbezirke Düsseldorf, Aachen, Köln                      | Düsseldorf                    | Jürgensplatz 1        | Oberfinanzdirektion Düsseldorf |
| Kammer XI   | Rheinland-Pfalz                                                                      | Mainz                         | Kaiserstraße 3        | Bundesbahndirektion Mainz      |
| Kammer XII  | Saarland                                                                             | Saarbrücken                   | Klausenerstraße 4–6   | Oberpostdirektion Saarbrücken  |